# Instytut Problematyki Przestępczości
Instytut Problematyki Przestępczości – państwowa jednostka naukowo-badawcza Prokuratora Generalnego istniejąca w latach 1974–1990, zorganizowana w celu prowadzenie prac naukowo-badawczych w zakresie problematyki przestępczości.
Powołanie instytutu pozostawało w ścisłym związku z ustawą z 1961 r. o instytutach naukowo-badawczych oraz ustawą z 1973 r. o zmianie przepisów dotyczących stopni naukowych i tytułów naukowych oraz organizacji instytutów naukowo-badawczych.
Nadzór nad Instytutem sprawował Prokurator Generalny Polskiej Rzeczypospolitej Ludowej.

## Przedmiot działania Instytutu
Przedmiotem działania Instytutu było prowadzenie prac naukowo-badawczych w zakresie problematyki przestępczości, jej zapobiegania i zwalczania.
Przy określaniu kierunków badań Instytutu i sposobów wdrażania wyników badań do praktyki Prokurator Generalny Polskiej Rzeczypospolitej Ludowej działał w porozumieniu z Ministrem Spraw Wewnętrznych, Ministrem  Sprawiedliwości oraz z Pierwszym Prezesem Sądu Najwyższego.

## Przekształcenie Instytutu
Na podstawie zarządzenia Ministra Sprawiedliwości z 1990 r. powołano Instytut Wymiaru Sprawiedliwości, który powstał z połączenia dwóch, działających uprzednio odrębnie jednostek badawczych – Instytutu Badania Prawa Sądowego przy Ministerstwie Sprawiedliwości oraz Instytutu Problematyki Przestępczości przy Prokuraturze Generalnej.